# Holding Things Together
«Holding Things Together» es una canción compuesta e interpretada por Merle Haggard and the Strangers. Fue publicada el 3 de junio de 1974 como el lado B del sencillo «Old Man from the Mountain».

## Escritura y temática
«Holding Things Together» fue escrita por el propio Haggard. Líricamente, la canción trata sobre una familia rota y un padre soltero que intenta mantenerla unida para su hija. De acuerdo a Marissa R. Moss de Rolling Stone, “esta historia de un hombre que cría a sus hijos en ausencia de una esposa fugitiva no es algo de lo que se hable a menudo en la música country, pero Haggard la cuenta con una honestidad asombrosa”. Ella también afirmó que “en un género a menudo sumido en el machismo, esta imagen de un padre soltero que también intenta con inquietud desempeñar el papel de madre es tan rara como devastadora”. El crítico musical Marc Eliot señaló que «Holding Things Together», “era una canción muy diferente a todo lo que Merle había escrito anteriormente. No tenía nada de la bravuconería romántica de Haggard, la desesperanza del borracho solitario, la ira del bando combatiente o la política del orgullo de Okie. En cambio, fue una simple súplica a Alice, la esposa que lo dejó, para que volviera a casa y lo ayudara a criar a su pequeña hija, Angie, un trabajo destinado tanto a marido como a mujer».

## Grabación y lanzamiento
«Holding Things Together» se grabó el 4 de marzo de 1974 en menos de una hora, con Ronnie Reno en la guitarra y cantando coros con Bonnie Owens. Cuando este se publicó como lado A en 1974, Haggard había recorrido dos tercios del camino de una racha casi ininterrumpida de números 1 que duró desde finales de 1971 hasta principios de 1976 (su único sencillo de este período que no encabezó las listas fue «The Emptiest Ar in the World» de 1973, que alcanzó el puesto número 3). «Holding Things Together» puede haber sido demasiado pesimista para la radio, ya que apenas quince días después de su lanzamiento, Capitol cambió el sencillo e hizo que «Old Man from the Mountain» fuera el lado A.

## Recepción de la crítica
Un escritor no especificado de la revista Cash Box declaró: “Una balada con puro estilo country, este disco será un éxito positivo. La letra es profunda pero a un nivel simplista que le da al disco un estilo muy especial”.

## Legado

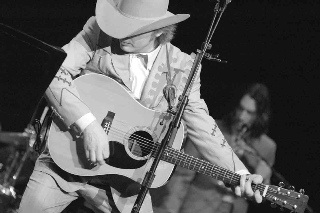
El cantante Dwight Yoakam interpretó una versión de «Holding Things Together» en el álbum tributo de Haggard, Tulare Dust: A Songwriters' Tribute to Merle Haggard.

Desde entonces, muchos críticos han considerado «Holding Things Together» como una de las mejores canciones de Haggard de todos los tiempos. Ken Burns, director de la miniserie documental Country Music, la incluyó en su lista de los 5 descubrimientos musicales más importantes mientras hacía Country Music. Marissa R. Moss incluyó «Holding Things Together» en la lista de las 30 canciones imprescindibles de Merle Haggard de Rolling Stone. El crítico de Wide Open Country Bobbie Jean Sawyer la llamó “una canción devastadora”. En 1994, el cantante estadounidense de música country Dwight Yoakam interpretó una versión de «Holding Things Together» en el álbum tributo de Haggard, Tulare Dust: A Songwriters' Tribute to Merle Haggard. Yoakam describiría más tarde «Holding Things Together» como su canción favorita de Haggard.

## Lista de canciones
Todas las canciones escritas y compuestas por Merle Haggard.
1. «Old Man from the Mountain» – 2:20
2. «Holding Things Together» – 2:57